# Christoph Hartung von Hartungen (Mediziner, 1882)

Christoph Hartung von Hartungen (links) in Jugendjahren. Vor ihm sitzend sein älterer Bruder Erhard und rechts sein jüngerer Bruder Heinrich

Christoph Hartung von Hartungen (* 22. Mai 1882 in Weidling bei Wien; † 15. Januar 1967 in Meran; nach familieninterner Zählung Christoph V.) war ein österreichisch-italienischer Arzt.

## Leben
Christoph Hartung von Hartungen wurde am 22. Mai 1882 in Weidling als zweitgeborener Sohn des Christoph Hartung von Hartungen (IV.) und der Clara geb. Winter, Tochter des Großkaufmanns Carolus Antonius Franciscus Winter (1) geboren. Erhard (III.), Heinrich und Hartmut waren seine Brüder.
Nach Privatunterricht im Wiener Elternhaus übersiedelte Hartung von Hartungen mit der Familie 1888 nach Riva an den Gardasee und besuchte anschließend das Staatsgymnasium in Trient, wo er 1900 mit Auszeichnung maturierte. Danach absolvierte er ein Studium der Medizin an der Kaiserlichen Universität Wien, unter anderem bei Hermann Nothnagel,  Edmund von Neusser, Anton Eiselsberg, Julius Wagner-Jauregg, Wilhelm Neumann. Am 19. November 1906 wurde er zum Doktor der gesamten Heilkunde promoviert. Danach ging er für ein Jahr zum Tiroler Kaiserjägerregiment in Trient. Von 1907 bis 1914 folgten Studien- und Assistenzjahre in Österreich, Italien und Deutschland, unter anderem im familieneigenen, unter der Leitung des älteren Bruders Erhard stehenden Sanatoriums Dr. v. Hartungen in Riva am Gardasee. Während eines Engagements als Kurarzt in San Martino di Castrozza lernte Hartung von Hartungen Sigmund Freud kennen, mit dem er über Psychologie diskutierte. Daneben verfasste Hartung von Hartungen zahlreiche wissenschaftlicher Publikationen. 1914 wurde Hartung von Hartungen mit der Dissertation Contributo alla cura della malattie dei bronchi, dell'intestini e nervose a base costituzionale auch an der Universität Padua promoviert.
1912 heiratete Hartung von Hartungen die Konzertpianistin Ida Bodanzky, Schwester des Violinisten und Dirigenten an der New Yorker Metropolitan Opera Artur Bodanzky. In zweiter Ehe verband er sich 1918 mit Antonia Marno von Eichenhorst, Nachkommin des Ministers Marno und der Fürsten von Colonna. Aus den beiden Ehen stammen drei Söhne, darunter der Sohn Heinrich, dessen Pate Heinrich Mann war.
Während des Ersten Weltkrieges war Hartung von Hartungen als Militärarzt in zahlreichen Stellungen tätig. Für seine Verdienste wurde er 1915 durch die Verleihung des Ritterkreuzes des österreichischen Franz-Joseph-Ordens ausgezeichnet. Nach dem Krieg arbeitete er zunächst als freiberuflicher homöopathischer Arzt in Wien. 1921 übersiedelte er ins nun italienische Südtirol. Wohnhaft in Meran eröffnete er in Seis am Schlern ein Sommer-Ambulatorium. 1922 erhielt er die italienische Staatsbürgerschaft. An der Wiener Hochschule für Welthandel war er – nach seiner Publikation des Standardwerks Psychologie der Reklame von 1921 mit einer Neuauflage von 1928 – von 1929 bis 1931 Dozent für Psychologie der Reklame. 1933 eröffnete er in Como sein Winter-Ambulatorium, 1936 zog er nach Mailand, das er aus Kriegsgründen 1942 wieder verlassen musste. Bei der Südtiroler Option lehnte er aus politischen Gründen eine Übersiedelung ins Deutsche Reich ab.
Neben seiner internationalen homöopathischen Praxis beschäftigte sich der kosmopolitische Arzt mit Biologie, Ethnologie, Seelenkunde, Religion und Ethik, Musik, Literatur und Kunst, diskutierte mit Theodor Koch-Grünberg, Wilhelm Stekel, Max Friedlaender, Artur Schnabel, Franz von Bayros, Hugo Becker, Richard Burmeister, Thomas Mann und korrespondierte mit dem Nobelpreisträger Romain Rolland und Heinrich Mann.
Über die medizinische Hilfe von Hartung von Hartungen schrieb Martha Freud beeindruckt ihrem Mann Sigmund im September 1913: […] kurz, er ist der richtige Doktor, wie wir ihn eigentlich noch nie hatten. Sein Freundes- und Patientenkreis war groß. Darunter befanden sich die Familie Sigmund Freud, Fürst Gortschakow, Wilhelm Stekel, Thomas Mann, Heinrich Mann, Carla Mann, Magnus Hirschfeld, Romain Rolland, Enrico Benvenuti, Beniamino Gigli, Franz Defregger, die lombardischen Fürstenhäuser Gonzaga, Zaccaria, Melzi d’Eryl und Tommaso Gallarati-Scotti.
Nach Ende des Zweiten Weltkriegs arbeitete Hartung von Hartungen in verschiedenen Funktionen als Arzt in Südtirol. Von 1951 bis 1954 war er Herausgeber der Wochenzeitung Der Standpunkt. In den 50er Jahren engagierte Luchino Visconti ihn für eine kleine Rolle im Film Sehnsucht. Am 15. Januar 1967 starb Hartung von Hartungen in Meran, sein Grab befindet sich auf dem Friedhof von Kastelruth.

## Publikationen (Auswahl)
- Einiges Neuere über das antike und das heutige Rom. In: Mitteilungen der k.k. Geographische Gesellschaft. 3 und 4, 1906.
- Das Seebad und seine therapeutische Bedeutung. In: Kur- und Bade-Zeitung der österreichischen Riviera. Nr. 35, 1909.
- Abhärtungskuren an der See. In: Kur- und Bade-Zeitung der österreichischen Riviera. Nr. 39, 1909.
- Ein Rundgang durch eine moderne Anstalt für Geisteskranke. In: Österreichische Illustrierte Zeitung. Nr. 2, 1909.
- Homosexualität und Frauenemancipation. Max Spohr, Leipzig 1910.
- Die hohe Sterblichkeit des Kindes im Säuglingsalter, ihre Ursache und Behandlung. In: Moderne Medizin – Zeitschrift für Wissenschaft und Sociologie. Nr. 4, 1911.
- Die Bedeutung der Psychoanalyse für das moderne Sanatorium. In: Klinisch-therapeutische Wochenschrift. Band 19, Nr. 22, 1912, S. 651–655.
- Kritische Tage und Träume. In: Zeitschrift für Psychotherapie und medizinische Psychologie. Nr. 12, 1912.
- Psychologie der Reklame. 2., verm. Auflage. Poeschel, Stuttgart 1928 (Erstausgabe:  1921).
- Die Meraner Traubenkur. Kurverwaltung Meran, Meran 1951.
- Heinrich Mann in Südtirol. In: Der Standpunkt. 26. September 1952.
- Die wichtigsten homöopathischen Mittel bei Nerven- und Gemüthskrankheiten. In: Deutsche Homöopathische Monatsschrift. (Februar, April und Juni), 1953.